# Jennifer Alleynová
Jennifer Alleynová (nepřechýleně Jennifer Alleyn; * 7. května 1969, Švýcarsko) je kanadská umělkyně, filmařka, spisovatelka a fotografka švýcarského původu, která žije a pracuje v Montréalu.

## Životopis
Dcera umělce Edmunda Alleyna se narodila ve Švýcarsku. Vystudovala film na Concordia University. Alleynová pracovala jako novinář pro noviny Le Devoir, Montreal Gazette a La Presse a pro časopis Elle Québec. Cestovala po celém světě, když se účastnila rozhlasového kanadského televizního programu Course destination monde.
Alleynová napsala a režírovala část „Aurore et Crépuscule“ filmu Cosmos z roku 1996; Cosmos byl zařazen na filmový festival Quinzaine des réalisateurs v Cannes. Její film Svanok z roku 2003 získal cenu za nejlepší krátký hraný film od asociace Association québécoise des critiques de cinéma.
V roce 2006 natočila film o svém otci L'atelier de mon père, sur les traces d'Edmund Alleyn ; film byl vyhlášen nejlepším kanadským filmem na Festival international du film sur l'art v Montrealu a také obdržel ocenění Prix Gémeaux. V roce 2010 režírovala film Dix fois Dix o německém malíři Otto Dixovi, který získal cenu Tremplin pour le monde ARTV.
V roce 2018 režírovala a produkovala hybridní drama Impetus, které Denis Villeneuve popsal „hravý jako film Godarda nebo Vardy. Brilantní a dojemné." Film měl premiéru ve Slamdance, Utah a Turín v Itálii. Alleynová byla oceněna cenou 2019 PRIX CREATION od Observatoire du Cinéma au Québec za „mimořádný přínos quebecké kinematografii“.